# Ruitsporig vlieskelkje
Het ruitsporig vlieskelkje  (Hymenoscyphus immutabilis) is een schimmel behorend tot de familie Helotiaceae. Het leeft saprotroof op  afgevallen bladeren van diverse loofbomen. Het komt voor op bladeren van Fagus, plataan (Platanus), populier (Populus), eik Quercus, wilg (Salix). Ook komt het voor op bladstelen van paardenkastanje (Aesculus).

## Kenmerken

### Uiterlijke kenmerken
Vruchtlichamen (apothecia) zijn kort geteeld en 1 tot 2 mm in diameter. De vorm is komvormig tot trechtervormig. Het hymenium is geelachtig tot oranjegeel. De steel is 1 mm lang en 0,1 tot 0,3 mm dik.

### Microscopische kenmerken
De asci meten 80-130 × 9-10 µm en 8-sporig. De ascosporen zijn uniseriaat, amyloïde op de top en meten 10-14(16) × 4-5 µm. Parafysen zijn gesepteerd, draadvormig, licht gezwollen op de toppen.

## Verspreiding
Het vlieskelkje komt in Nederland matig algemeen voor. Het staat niet op de rode lijst en wordt niet bedreigd.